# Bund der Kommunisten der Vojvodina
Der Bund der Kommunisten der Vojvodina (serbokroatisch Савез комуниста Војводине Savez komunista Vojvodine, СКВ/SKV) war eine kommunistische Partei in der SR Serbien als Provinz Vojvodina innerhalb der FVR Jugoslawien.

## Geschichte
Die Partei wurde 1943 als die Kommunistische Partei der Vojvodina gegründet, bevor sie in die Kommunistische Partei Jugoslawiens (später Bund der Kommunisten Jugoslawiens) eingegliedert wurde. Zu Beginn der 1990er Jahre brachten Spannungen zwischen den Teilrepubliken Jugoslawiens den BdKJ zum Zusammenbruch.

## Parteiführer
1. Isa Jovanović (1943)
2. Jovan Veselinov (1943–1946)
3. Dobrivoje Vidić (1946 – Mai 1951)
4. Stevan Doronjski (Mai 1951–1966)
5. Mirko Tepavac (1966–1969)
6. Mirko Čanadanović (1969 – 24. Dezember 1972)
7. Dušan Alimpić (24. Dezember 1972 – 28. April 1981)
8. Boško Krunić (28. April 1981 – 28. April 1982)
9. Marko Đuričin (28. April 1982 – 28. April 1983)
10. Slavko Veselinov (28. April 1983 – 28. April 1984)
11. Boško Krunić (28. April 1984 – 24. April 1985)
12. Đorđe Stojšić (24. April 1985–1988)
13. Milovan Šogorov (1988 – 6. Oktober 1988)
14. Boško Kovačević (14. November 1988 – 20. Januar 1989)
15. Nedeljko Šipovac (20. Januar 1989 – 16. Juli 1990)